# Ford Squire
Ford Squire – samochód osobowy klasy miejskiej produkowany przez brytyjski oddział koncernu Ford Motor Company (Ford of Britain) w latach 1955–1959.

## Historia i opis modelu

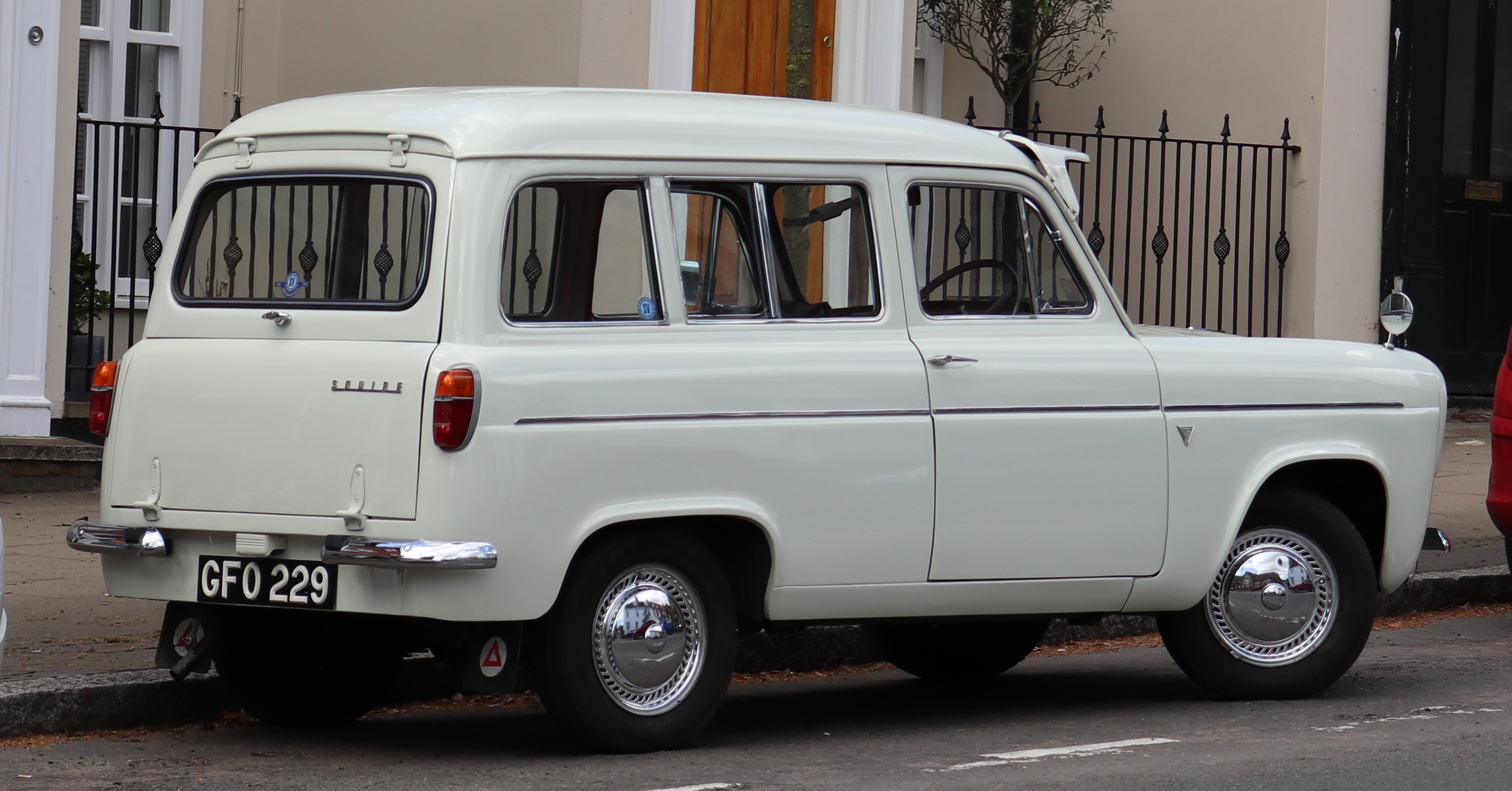
Ford Squire - tył

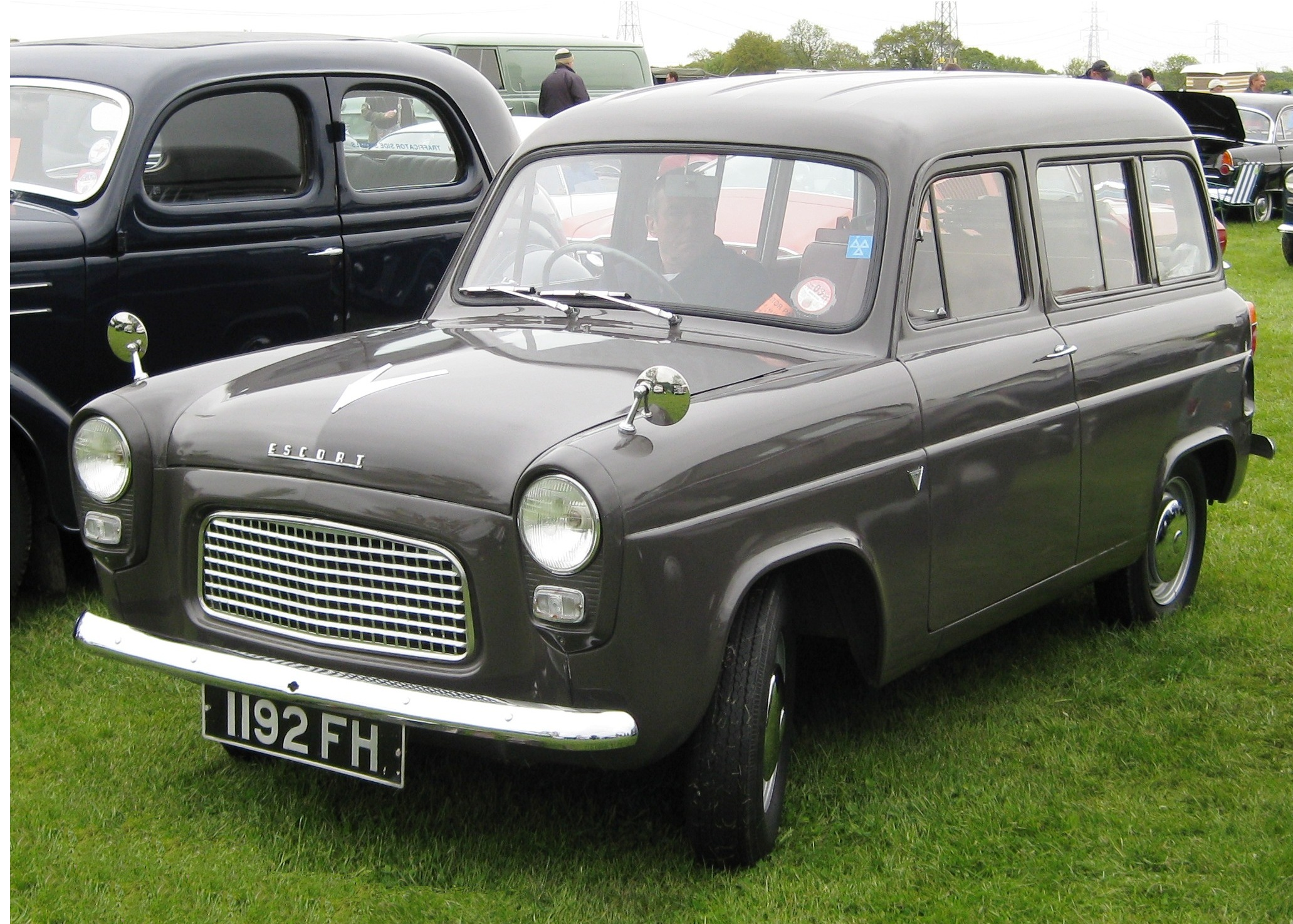
Ford Escort 100E

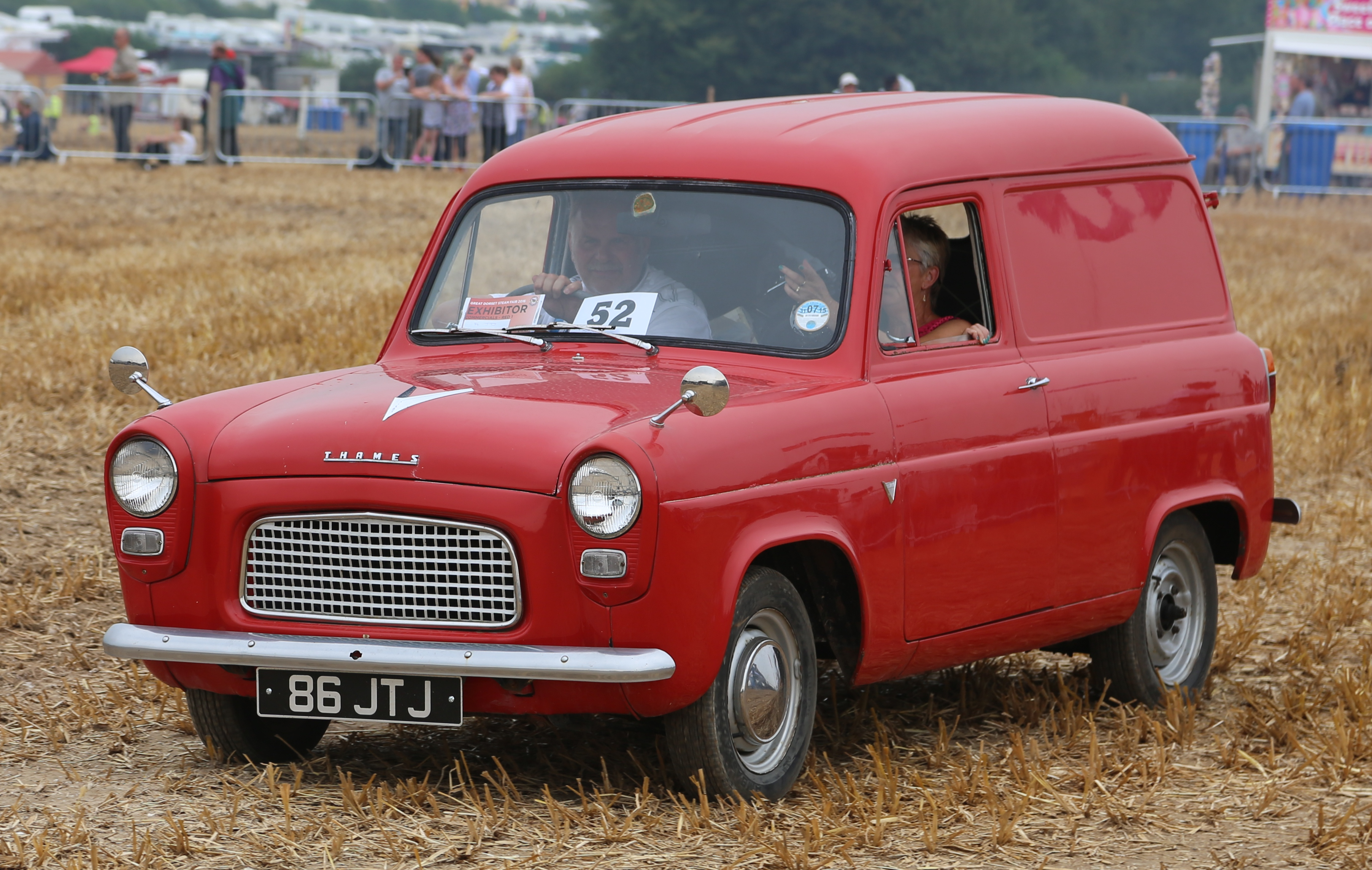
Ford Thames 300E

Było to dwudrzwiowe kombi przystosowane do przewozu czterech osób. Samochód pod względem technicznym podobny był do modelu Prefect 100E, czterodrzwiowego sedana napędzanego przez ten sam czterocylindrowy silnik rzędowy o pojemności 1172 cm³, który generował moc 36 KM. Squire był znacznie krótszy od Prefecta, znacznych podobieństw można doszukać się w modelu Anglia 100E sedan. 
Squire konkurował z samochodami takimi jak Hillman Husky czy Austin A30 / A35 kombi; w czasach produkcji (lata 50.) małe kombi były znacznie popularniejsze od większych. Łącznie wyprodukowano 17 812 egzemplarzy.

### Warianty
Ford Squire był oferowany w różnych wariantach wyposażeniowych, które sprzedawane były pod różnymi nazwami. Tańsze odmiany nosiły nazwę Ford Escort 100E, z kolei wersja dostawcza oferowana była pod nazwą Ford Thames 300E.

### Osiągi
W 1955 roku brytyjski magazyn motoryzacyjny Motor miał okazję przetestować Forda Squire. Zmierzono maksymalną prędkość samochodu, wyniosła ona 112,5 km/h. Przyspieszenie od 0 do 80 km/h zajęło samochodowi 20,2 sekundy. Średnie zużycie paliwa zmierzone podczas testu wyniosło 7,91 l na 100 km. Testowany samochód wyposażony w opcjonalną nagrzewnicę kosztował po uwzględnieniu podatków 668 funtów.

### Silnik
- L4 1.2l Sidevalve